# زولوزينيو
واغنر دا كونسيساو مارتينز (بالبرتغالية: Wágner da Conceição Martins؛ مواليد 19 مايو 1978)، المعروف باسم زولوزينهو (تلفظ برتغالي: ‎/zuluˈziɲu/‏)، هو مُقاتل فالي تودو ومُقاتل فنون قتالية مختلطة برازيلي.

## وصلات خارجية
- زولوزينيو على موقع شيردوغ (الإنجليزية)
- زولوزينيو على موقع Tapology.com (الإنجليزية)